# Иерики (станция)
Ие́рики (латыш. Ieriķi) — железнодорожная станция на линии Рига — Лугажи, ранее являвшейся частью Псково-Рижской железной дороги. Станция до 1919 года носила название Рамоцкая.
Находится на территории Драбешской волости Аматского края между станцией Лигатне и остановочным пунктом Мелтури.
Ранее станция была узловой, здесь начиналась ныне разобранная линия Иерики — Гулбене. Тогда же на станции располагался пункт оборота паровозов и локомотивных бригад.